# Михайловская волость (Херсонский уезд)
Михайловская волость — административно-территориальная единица Херсонского уезда Херсонской губернии, Российской империи.

## История
По состоянию на 1886 год состояла из 22 поселений, 20 сельских общин, 788 дворов. Население по семейным спискам — 5436 человек (2721 мужского пола и 2715 женского), в пределах волостной территории — 6516 человек (3405 мужского пола и 3111 женского). Входила в 3-й стан.
С 1917 года — Херсонского уезда Херсонской губернии Украинской Народной Республики (УНР), с 1919 года — Криворожского уезда Екатеринославской губернии Украинской Социалистической Советской Республики (УССР).
|                        | Площадь десятин | В том числе пахотной, дес. |
| ---------------------- | --------------- | -------------------------- |
| Сельских общин         | 12 361          | 7484                       |
| Частной собственности  | 60 968          | 17 311                     |
| Казенной собственности | 2561            | 514                        |
| Другой собственности   | 120             | -                          |
| Всего                  | 76 010          | 25 309                     |

Важнейшие поселения волости:
- Михайловка — бывшее владельческое село у реки Каменка в 180 верстах от уездного города, 879 жителей, 148 дворов, волостное правление, православная церковь, земская почтовая станция.
- Владимировка (Тригубовка) — бывшая владельческая деревня, 208 жителей, 19 дворов, земская почтовая станция.
- Излучистая (Кривой Плес) — колония евреев у реки Каменка, 702 жителя, 54 двора, еврейский молитвенный дом, магазин.
- Каменка — колония евреев у реки Каменка, 734 жителя, 66 дворов, синагога, еврейский молитвенный дом, магазин, 5 ярмарок, базар каждое воскресенье.
- Михайлозаводск — бывшее владельческое село у балки Вшивой, 579 жителей, 80 дворов, постоялый двор.